# HammerFall
A HammerFall egy 1993-ban Göteborgban Oscar Dronjak gitáros által alapított svéd heavy és power metal zenekar. Renegade című, 2000-ben megjelent harmadik lemezük hozta meg számukra az áttörést a svéd mainstream médiába. A következő, Crimson Thunder című lemezükön lévő Hearts on Fire című dal remakejéből készült egy video A Svéd Női Olimpiai Curling Csapat számára 2006-ban. 2014-ben, a (r)Evolution stúdióalbum kiadása után Anders Johansson kilépett az együttesből és David Wallin vette át a helyét. 2016 decemberétől David Wallin a családjára szeretett volna fókuszálni, ezért nem tudott az együttessel koncertezni, helyét Johan Kullberg vette át, majd 2017 szeptemberében visszatért az együttesbe.

## Történet
Az együttest 1993-ban a svéd Göteborgban Oscar Dronjak alapította. 2007. április 10-én a zenekar honlapján bejelentették, hogy a távozó Magnus Rosén basszusgitáros helyét Fredrik Larsson veszi át. Larsson már volt a Hammerfall tagja 1994 és 1997 között és játszott a Glory to the Brave albumon. A Masterpieces című album kiadása után nem sokkal Stefan Elmgren kilépett és Pontus Norgren vette át a helyét.

## Jelenlegi felállás
- Joacim Cans – ének (1996–)
- Oscar Dronjak – gitár (1993–)
- Pontus Norgren – gitár (2008–)
- David Wallin – dob (2014–)
- Fredrik Larsson – basszusgitár (1994-1997, 2007–)

## Korábbi tagok
- Johann Larsson – basszusgitár (1993–1994)
- Niklas Sundin – gitár (1993–1995)
- Mikael Stanne – ének (1993–1996)
- Jesper Strömblad – dob (1993–1996)
- Glenn Ljungström – gitár (1995–1997)
- Patrik Räfling – dob (1997–1999)
- Magnus Rosén – basszusgitár (1997–2007)
- Stefan Elmgren – gitár (1994–2008), basszusgitár (2015)
- Anders Johannson – dob (1999–2014)

## Diszkográfia

### Albumok
| Cím                                  | Kiadás dátuma        |
| ------------------------------------ | -------------------- |
| Glory to the Brave                   | 1997. június 27.     |
| Legacy of Kings                      | 1998. szeptember 28. |
| Renegade                             | 2000. október 9.     |
| Crimson Thunder                      | 2002. október 28.    |
| Chapter V: Unbent, Unbowed, Unbroken | 2005. március 7.     |
| Threshold                            | 2006. október 20.    |
| No Sacrifice, No Victory             | 2009. február 20.    |
| Infected                             | 2011. május 20.      |
| (r)Evolution                         | 2014. augusztus 27.  |
| Built To Last                        | 2016. november 4.    |
| Dominion                             | 2019. augusztus 16.  |
| Hammer of Dawn                       | 2022. február 25.    |
| Avenge the Fallen                    | 2024. augusztus 9.   |

### Kislemezek és EP-k
- Glory to the Brave (1997)
- Heeding the Call (1998)
- I Want Out (1999)
- Renegade (2000)
- Always Will Be (2001)
- The Templar Renegade Crusades (2002)
- Hearts on Fire (2002)
- Blood Bound (2005)
- The Fire Burns Forever (2006)
- Natural High (2006)
- Last Man Standing (2007)
- Any Means Necessary (2009)
- My Sharona (2010)
- One More Time (2011)
- Send Me a Sign (2011)
- B.Y.H. (2011)
- Bushido (2014)
- Hammer High (2016)
- (We Make) Sweden Rock (2019)
- Second to One (2020)

### Válogatások és élő albumok
- One Crimson Night (2003)
- Steel Meets Steel – Ten Years of Glory (2007)
- Rebels with a Cause – Unruly, Unrestrained, Uninhibited (2008)
- Masterpieces (2008)
- Gates of Dalhalla (2012)